# Владислав Блін
Владислав Блін (біл. Уладзіслаў Блін; нар. 31 травня 1954, Свідвин) — білоруський римо-католицький єпископ; з 13 жовтня 1999 року до 25 лютого 2013 року єпископ Вітебської дієцезії, з 2013 року — єпископ-емерит.

## Життєпис
Народився у Свідвині, колишнього Кошалінського воєводства в Польщі (його батьки з Білорусі). Закінчив Вищу духовну семінарію у Влоцлавеку і 25 травня 1980 року прийняв священиче рукоположення. Навчався в Люблінському католицькому університеті та Академії католицького богослов'я у Варшаві (нині Університет кардинала Стефана Вишинського).
У 1989 році приїхав у Білорусь. Був парохом собору в Могильові, де в 1992 році заснував Міжнародний екуменічний фестиваль «Могутній Боже». У 1998 року здобув ступінь доктора богослов'я.

## Єпископ
13 жовтня 1999 року Папа Римський Іван Павло ІІ призначив Владислава Бліна єпископом новоствореної Вітебської дієцезії. 20 листопада того ж року Владислав Блін був висвячений на єпископа.
14 червня 2006 року обраний віце-президентом Конференції католицьких єпископів у Білорусі. Голова Екуменічної комісії, а також Комісії загального душпастирства єпископату Білорусі.
25 лютого 2013 року Папа Римський Бенедикт XVI прийняв прохання про зречення єпископа Владислава Бліна від управління Вітебською дієцезією.